# 미네다 마유
미네다 마유(峯田茉優, 1997년 11월 28일 ~ )는 일본의 VIMS 소속 성우 겸 가수이다. 호시아이의 하늘의 미츠에 카나코, 아이돌마스터 샤이니 컬러즈의 하치미야 메구루, 피치 보이 리버사이드의 밀리아, 쿠노이치 츠바키의 속마음의 히구루마 역으로 유명하다.

## 작품

### TV 애니메이션
2018
- 메르크 스토리아
- 이웃집 흡혈귀 씨

2019
- 흔해빠진 직업으로 세계최강
- 베이블레이드 버스트
- 도메스틱 그녀
- 닥터 스톤
- 불꽃 소방대
- 호시아이의 하늘
- 우리는 공부를 못해

2020
- 소라의 날개
- 뮤클드리미
- 몬스터 아가씨의 의사 선생님
- 재채기 대마왕

2021
- 피치 보이 리버사이드

2022
- 쿠노이치 츠바키의 속마음

2023
- 제물공주와 짐승의 왕
- 신듀얼리티

### 비디오 게임
2018
- 팬텀 오브 더 킬

2019
- 푸른 뇌정 건볼트
- 몬스터 스트라이크

2020
- 아이돌마스터 샤이니 컬러즈